# Tricyphona aysenensis
Tricyphona (Tricyphona) aysenensis là một loài ruồi trong họ Pediciidae. Chúng phân bố ở vùng Tân nhiệt đới.